# Sint-Baafskathedraal
De Sint-Baafskathedraal in de Oost-Vlaamse stad Gent is de titelkerk van het bisdom Gent en het Sint-Baafskapittel.

## Geschiedenis
De kerk was oorspronkelijk een parochiekerk gewijd aan Johannes de Doper. In 942 kwam Transmar, de bisschop van Doornik, de kerk als Sint-Janskerk inwijden.
Keizer Karel V wilde het opstandige Gent een lesje leren door de opstandelingen met een strop om de hals (de stroppendragers) en in nachthemden achter elkaar door de stad te laten gaan. Hij wilde Gent voor altijd onder de knoet houden door op de plaats van de Sint-Baafsabdij (gelegen vlak naast de samenvloeiing van de Leie en de Schelde) het Spanjaardenkasteel op te richten. Hierdoor waren de kanunniken van Sint-Baafs verplicht uit te wijken naar een andere kapittelplaats, die zij in 1539 vonden in de Sint-Janskerk. De kerk werd een collegiale kerk en stond voortaan bekend als de Sint-Baafskerk (zie Bavo). Bij de bisschoppelijke herindeling van de Nederlanden in 1559 werd het bisdom Gent opgericht; de Sint-Baafskerk werd verheven tot kathedraal.
Tot voor enkele jaren was de Sint-Janskerk nog steeds de parochiekerk van de Sint-Jansparochie en tevens van de Sint-Baafskathedraal, de hoofdkerk van het bisdom Gent. Enkele jaren geleden echter werden de parochies Sint-Michiels, Sint-Niklaas en Sint-Baafs samengevoegd, en sedertdien doet de Sint-Michielskerk dienst als parochiekerk voor de drie vroegere parochies. De Sint-Baafskathedraal fungeert nu enkel nog als kathedraal.

## Bouwgeschiedenis

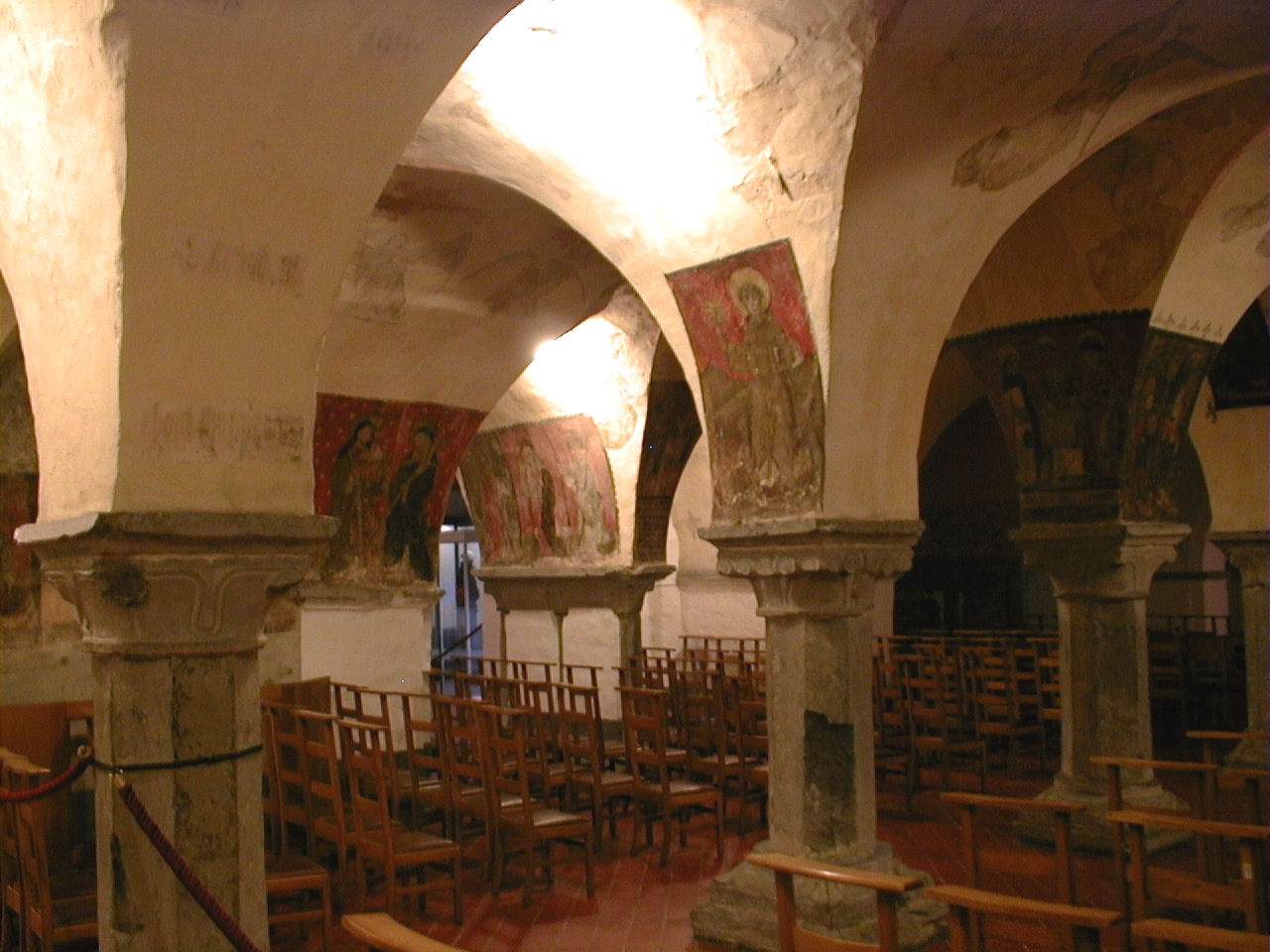
Romaanse crypte

Voorganger van de huidige kathedraal was een romaanse kerk uit de 12de eeuw. Hiervan is de crypte overgebleven. De romaanse kerk werd geleidelijk aan vervangen door de huidige. De bouw verliep in drie fasen. In het begin van de 14de eeuw werd eerst het koor vernieuwd. Hier is de invloed van Noord-Franse gotiek en van de Scheldegotiek te merken. De kooromgang en de straalkapellen dateren uit het begin van de 15de eeuw. Tijdens de tweede bouwfase, van 1462 tot 1538, werd de 89 meter hoge westertoren opgetrokken in de stijl van de Brabantse gotiek, met kalkzandsteen uit het steenwerc van Dilbeek. In 1533 werd begonnen met de derde fase: de bouw van het schip. Later vonden nog toevoegingen plaats in renaissance-, barok- en classicistische stijl opgetrokken.
De Sint-Baafskathedraal is een duidelijk voorbeeld van een gebouw met Gotische bouwstijl. Dit is duidelijk te herkennen aan spitse bogen, grote glas-in-loodramen en verticaliteit.
De toren van de Sint-Baafskathedraal is een van de drie van de Gentse torenrij, samen met de Sint-Niklaaskerk en het Belfort. De toren zelf bestaat uit vier verdiepingen, en wordt bekroond door vier pinakels van aanzienlijke grootte. Oorspronkelijk was de toren bekroond met een kleine spits, maar deze brandde af. In de toren hangen zeven luidklokken, de zwaarste is Bavo, met een gewicht van 5 500 kg, geleverd door Florent Delcourt.

## Kunst in de kathedraal
Het kunstpatrimonium van de Sint-Baafs is historisch waardevol. In de eerste plaats moet genoemd worden het wereldberoemde polyptiek De aanbidding van het Lam Gods van Jan van Eyck uit 1432, dat beschouwd wordt als een hoogtepunt in de 15de-eeuwse Vlaamse schilderkunst. Sinds 2021 is het schilderij verhuisd naar de Sacramentskapel en is er een bezoekerscentrum aan gekoppeld . Andere bekende doeken zijn de Bekering van Sint-Bavo (1623-1624) door Peter Paul Rubens, de Calvarietriptiek (15de eeuw), toegeschreven aan Justus van Gent, en de Viglius-triptiek van Frans Pourbus de Oudere (1571). Van diens hand zijn ook de veertien panelen die de Historie van de Heilige Andreas (1572) weergeven. Voorts is er werk van Gaspar de Crayer.
Hoogtepunten van de inrichting zijn verder het barokke hoogaltaar (1702-1782), in witzwart en rood gevlamd marmer; de rococopreekstoel (1741-1745), in eik, verguld hout, witte en zwarte marmer, door Laurent Delvaux, met smeedijzeren hek door J. Arens; praalgraven van Gentse bisschoppen, onder andere die van Antonius Triest, in wit en zwart marmer (1652-1654), een hoofdwerk van Hiëronymus Duquesnoy de Jonge. Er staan nu ook overal stoelen van Maarten Van Severen, de .03.
Naast de verzameling schilderkunst is de kooromgang getooid met een verzameling portretten van bisschoppen en ereleden van het Sint-Baafskapittel.

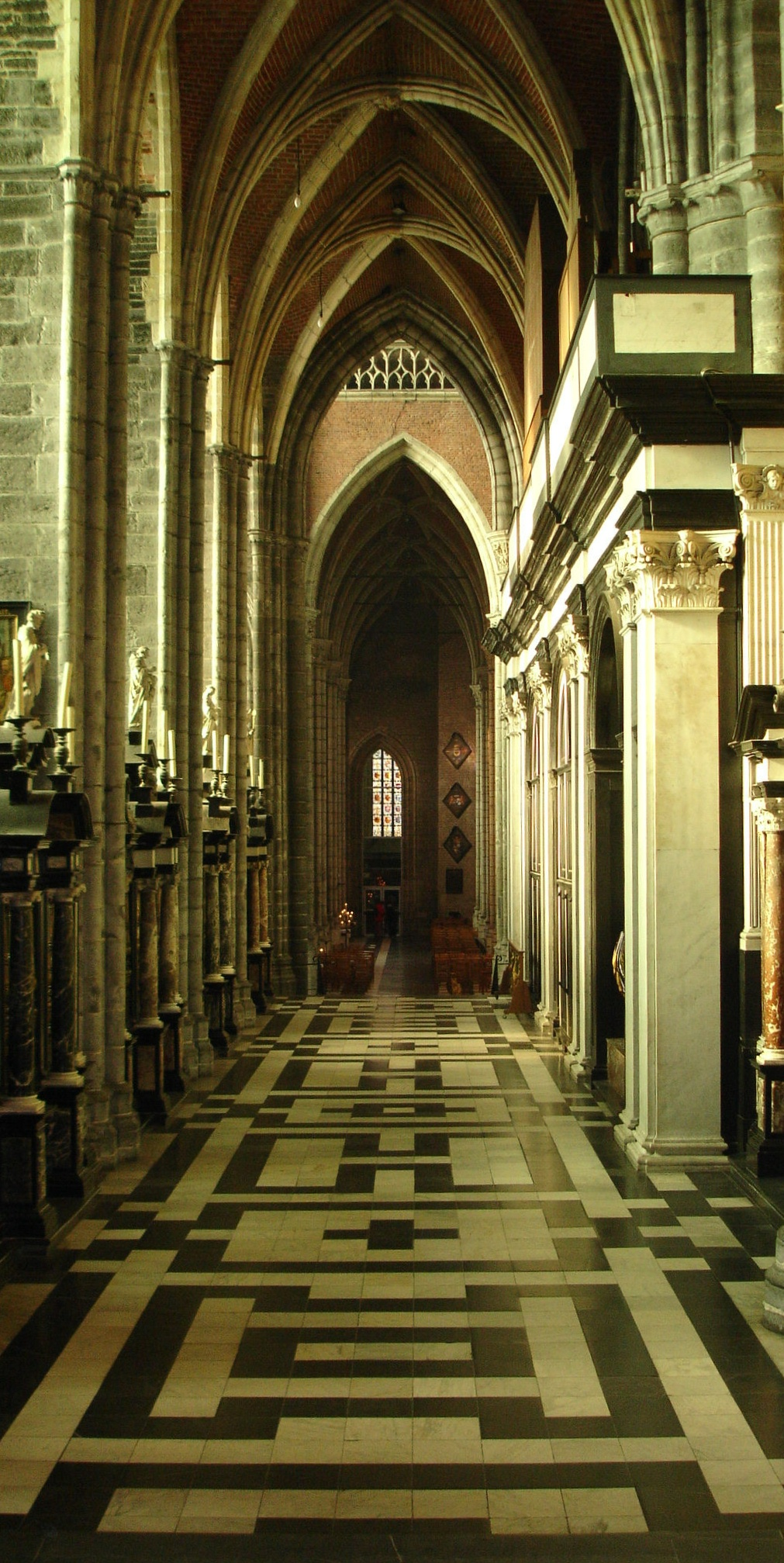
De kooromgang met kapellen
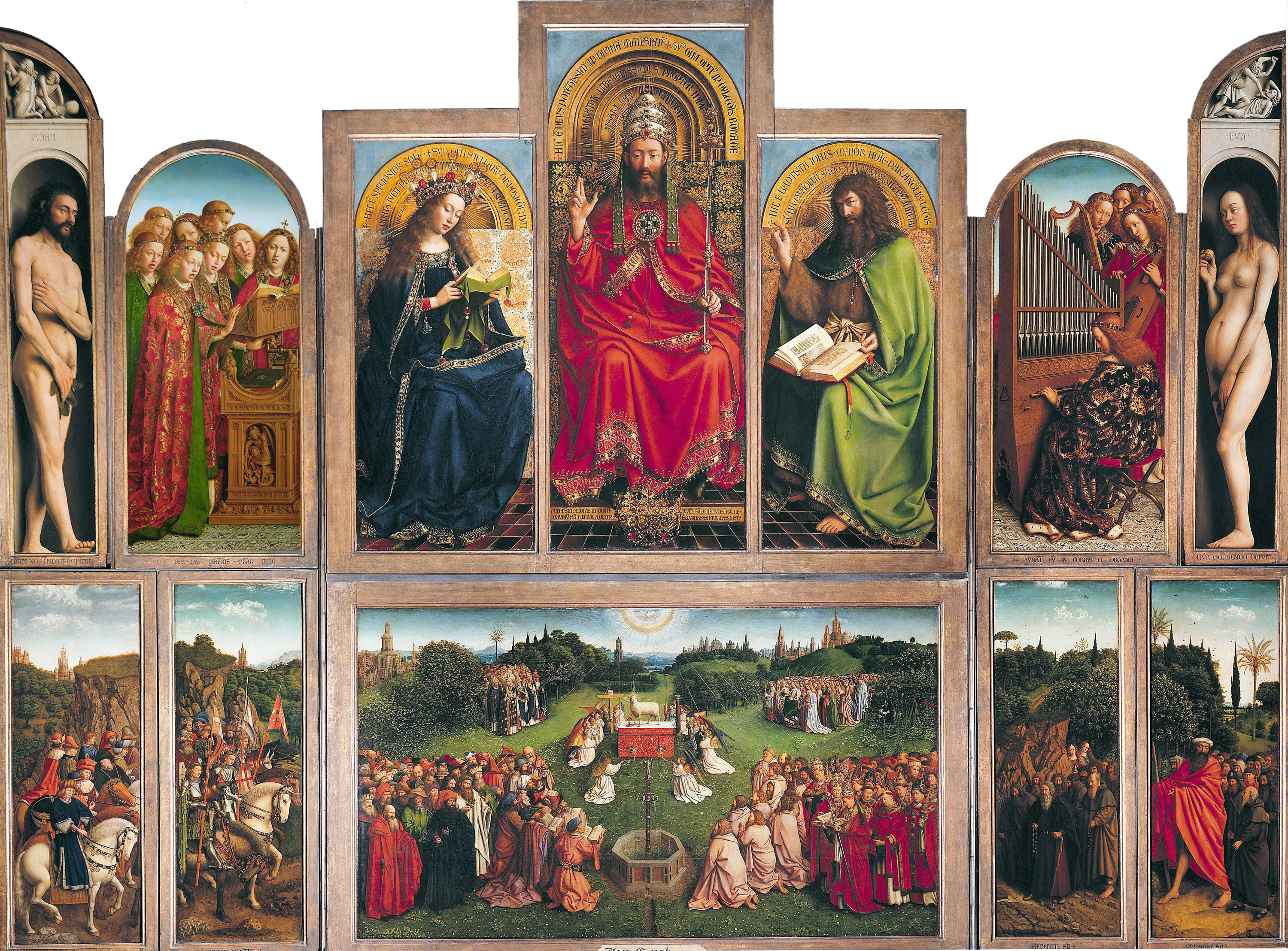
Het Lam Gods
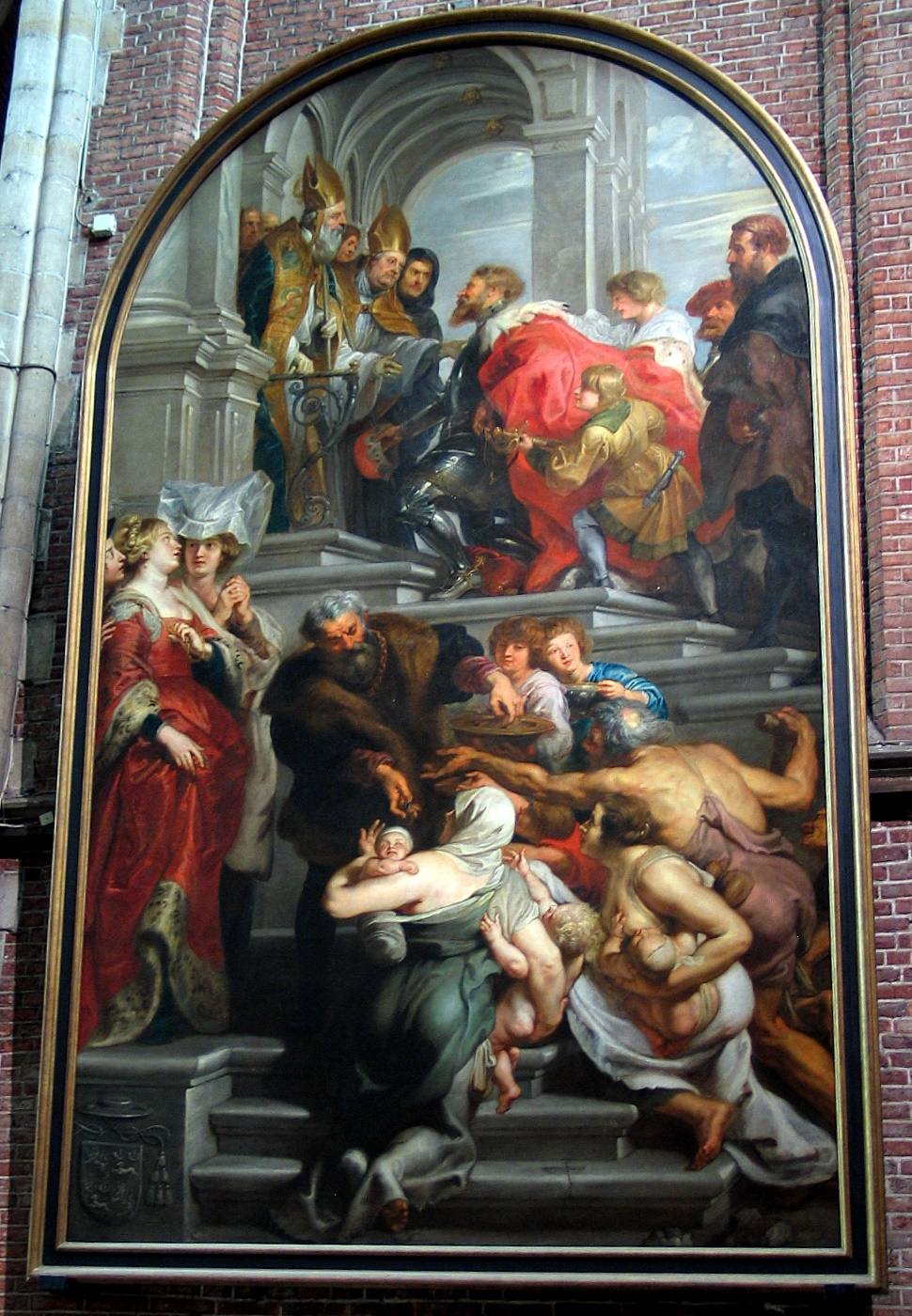
De bekering van Sint-Bavo door Peter Paul Rubens
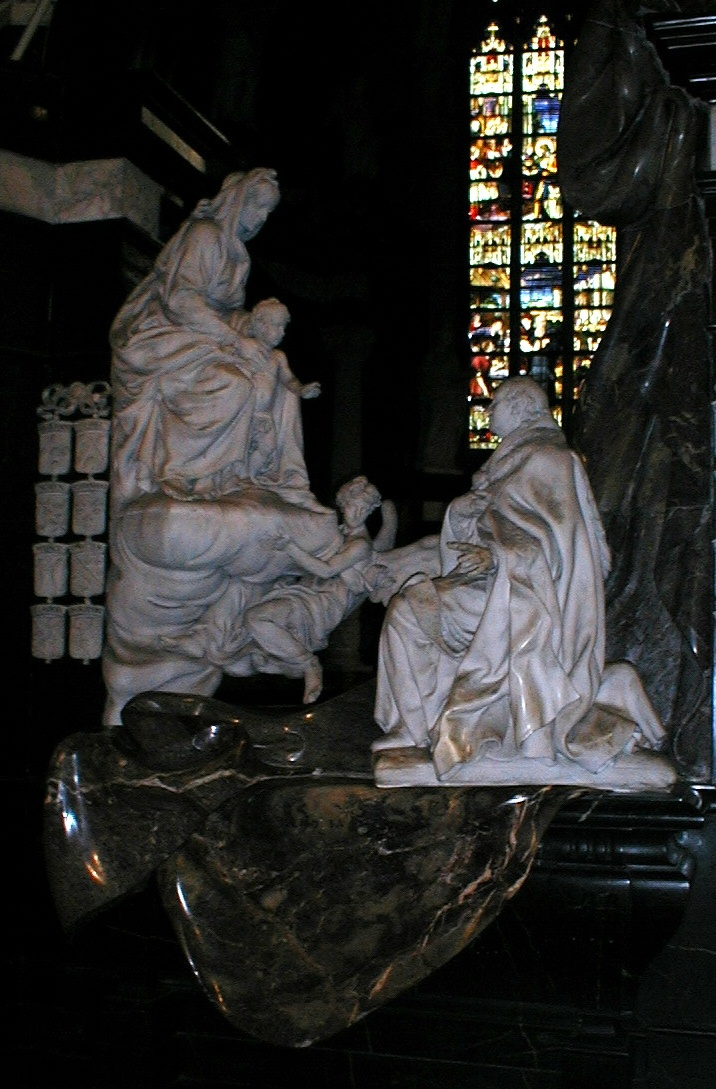
Praalgraf in de kooromgang
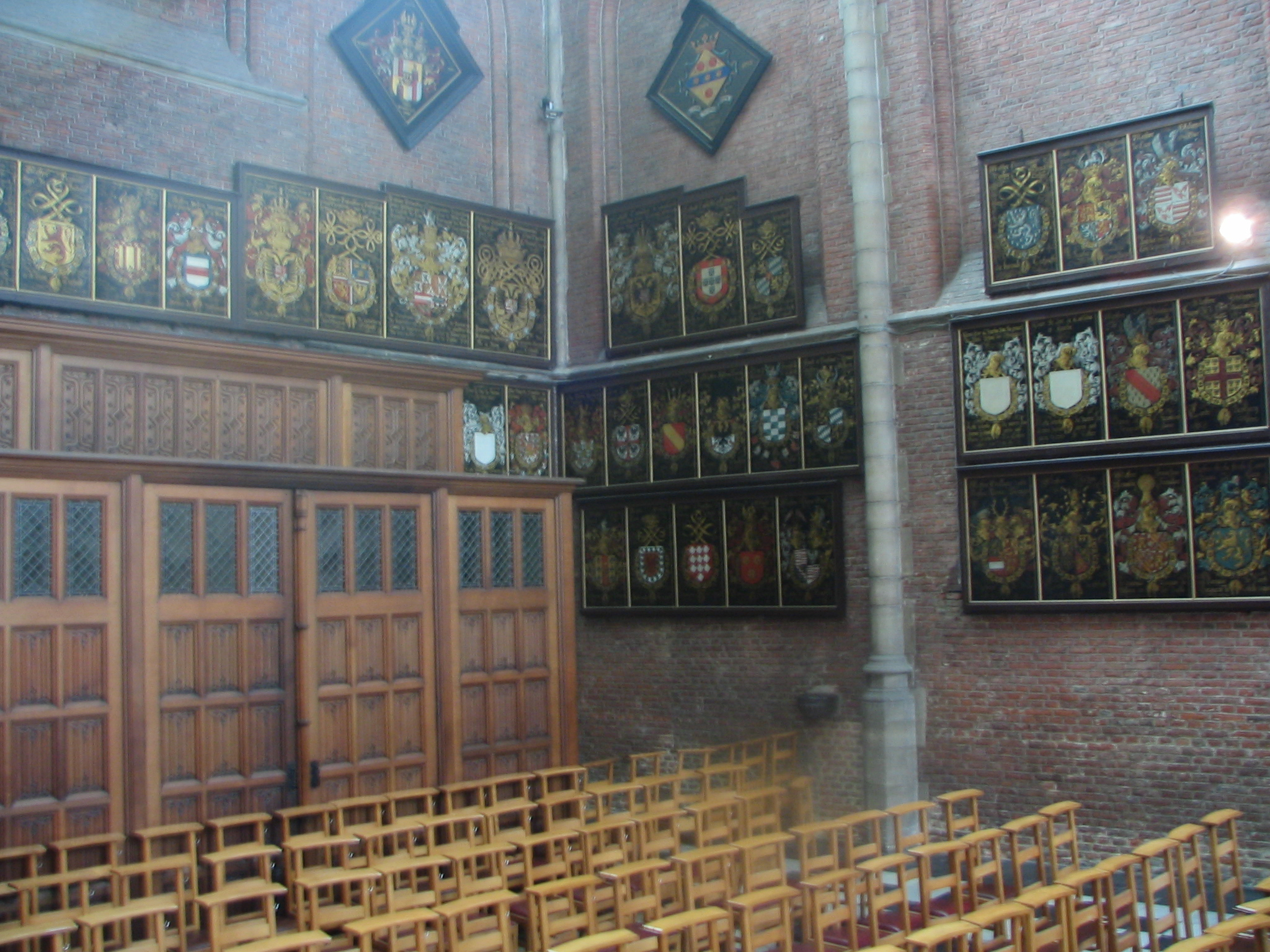
Wapenborden herinneren in een aantal kerken aan de kapittels van de orde van het Gulden Vlies, zo ook hier in de Sint-Baafskathedraal te Gent
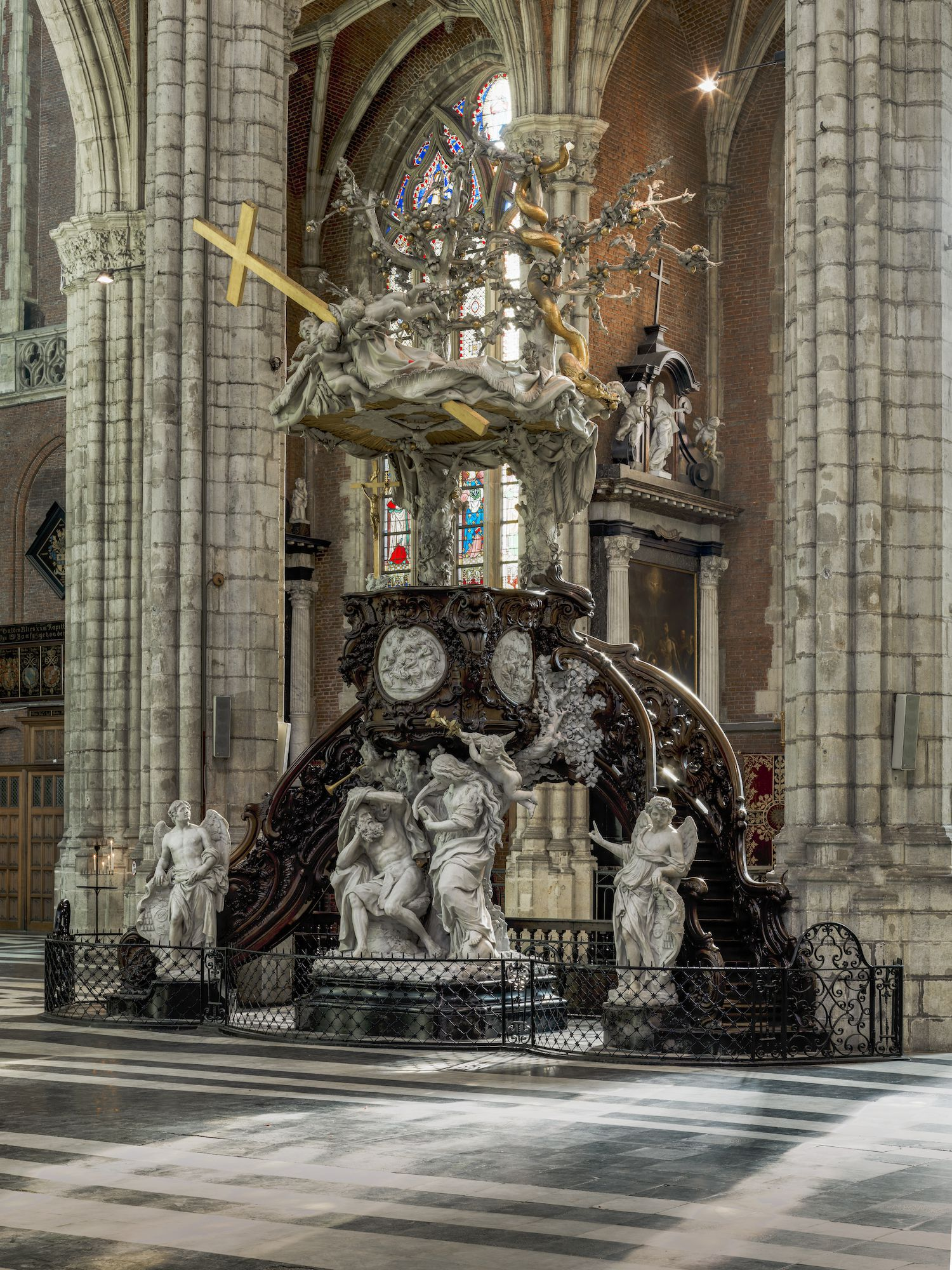
Preekstoel van Laurent Delvaux
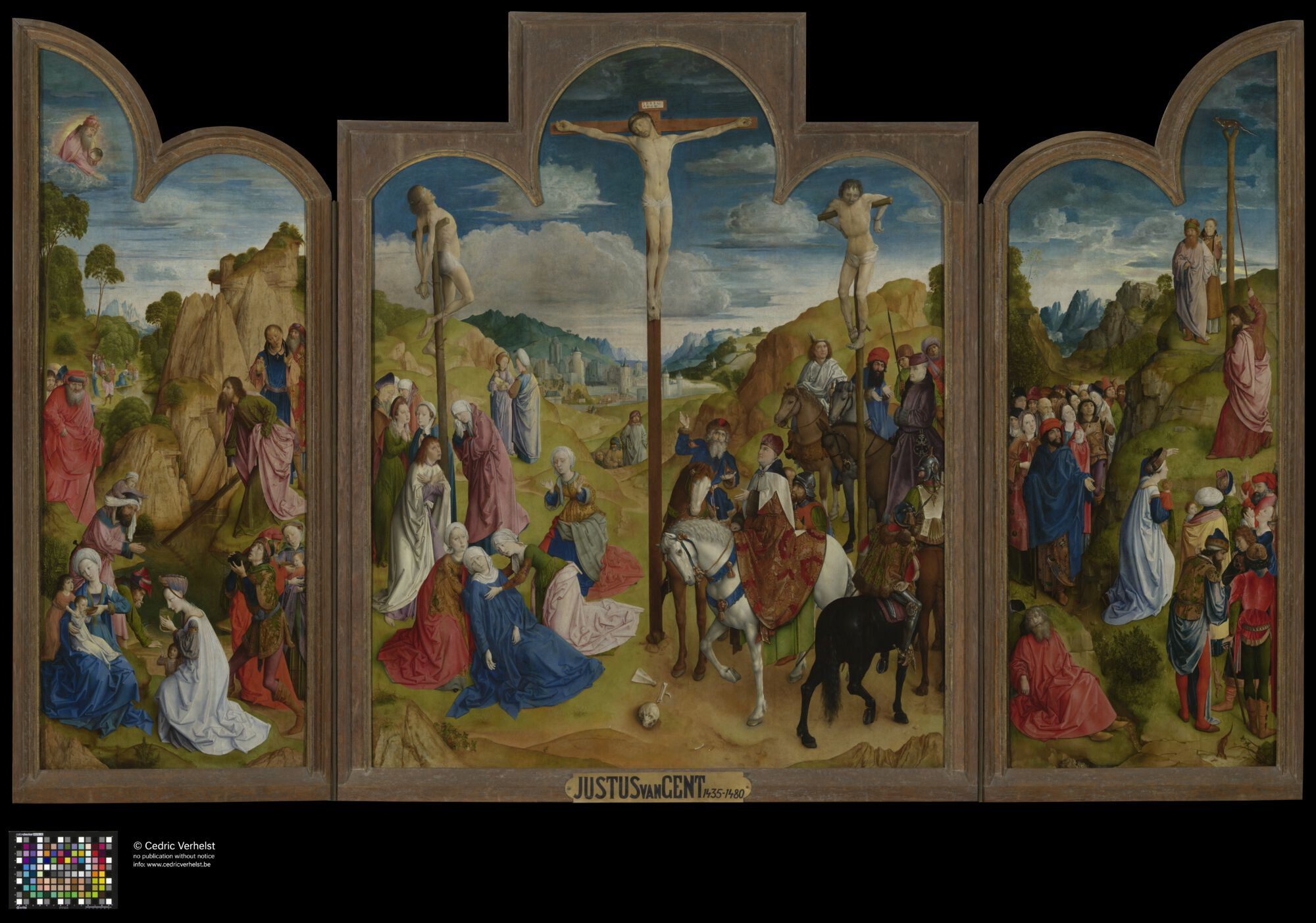
Cavalrietriptiek van Joos Van Wassenhove

### Kerkschat
Er bevinden zich diverse stukken edelsmeedwerk en liturgisch vaatwerk in de diocesane verzameling. Bekend zijn de relieken van Sint Macharius door de la Vigne en een reliekschrijn van St-Johannes de Doper. Daarnaast ook werk van edelsmeden zoals Lesteens, Van Campe, Bourdon, Van Cauwenbergh, Vermandele, Lenoir, etc... De verzameling liturgische gewaden, textiel en kant bevat topstukken van de 15de tot de 20ste eeuw. Het bekendste gewaad is een oud stel afkomstig uit de Sint-Baafsabdij dat toebehoorde aan Lieven Hugenois. Erop staan fijn geborduurde scènes in renaissanceborduurwerk zoals Maria bezoekt haar nicht Elisabeth en Boodschap van de aartsengel Gabriël aan Maria. Ook een rood gewaad met scènes van het Lam Gods door Arte Grossé behoort tot de topstukken van borduurwerk. Uit de verzameling gewaden, die door de bisschoppen werd gevormd, wordt een selectie tentoongesteld in de crypte. De overige stukken worden bewaard in de bisschoppelijke sacristie die aansluit op de koorkapellen.

## Orgel

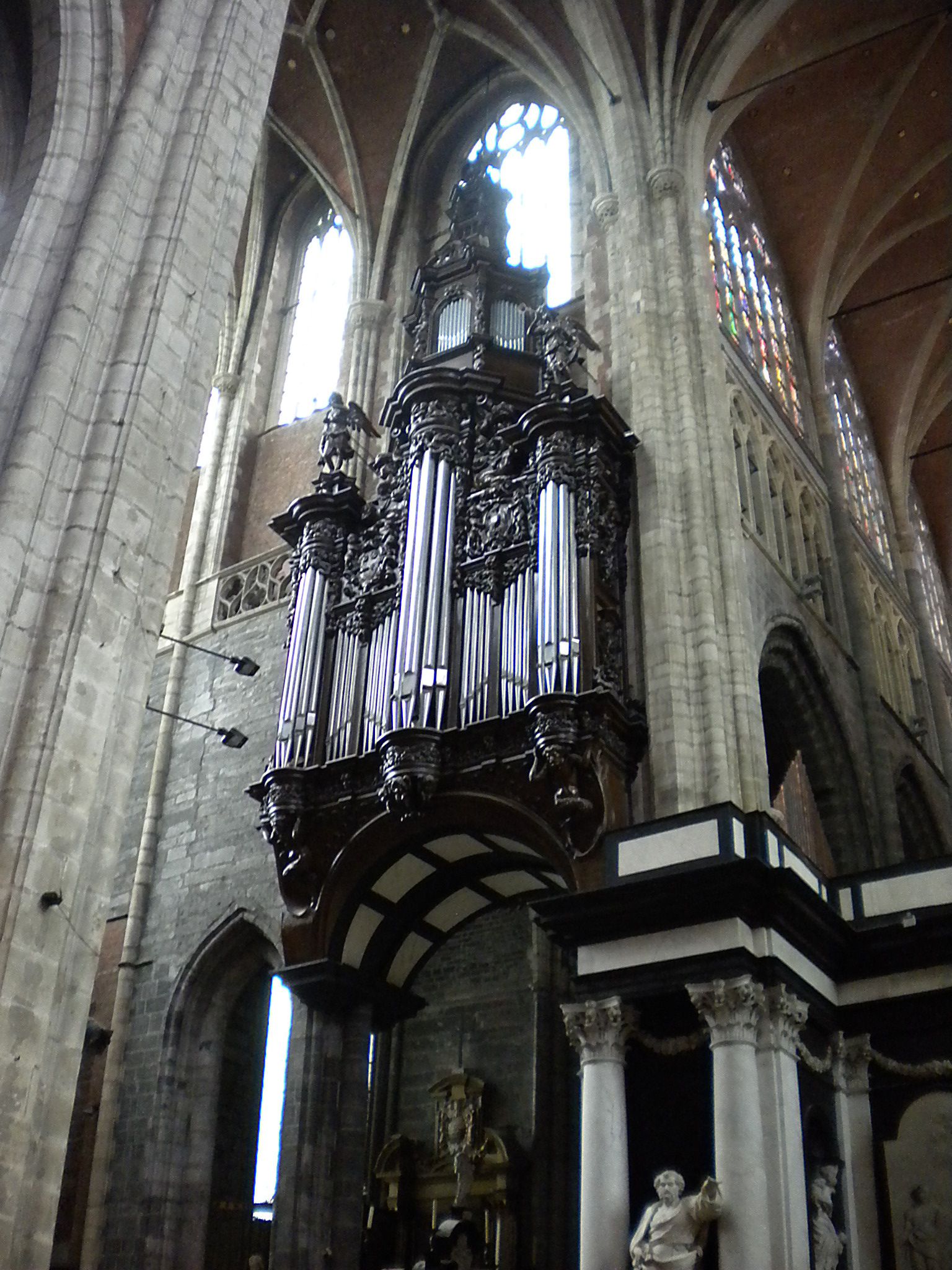
Orgel

Van het kerkorgel valt op: het gesneden orgelfront – waarschijnlijk het werk van een Gents schrijnwerker of beeldhouwer, vermoedelijk Boudewijn van Dickele - met een barokke orgelkast uit de 18de eeuw. Het instrument bestaat uit twee zelfstandige delen.
Het oude orgel in de dwarsbeuk bevat nog karakteristieke registers uit het oorspronkelijk bouwwerk (1653-1656) door Pierre Destré en Louis Bis uit Rijsel in opdracht van bisschop Antonius Triest. De Gentenaar Lambertus Benoit Van Peteghem vernieuwde het grotendeels in 1767.
Het nieuwe orgel werd langs de galerijen boven het koorgestoelte uitgebouwd, zodat het rechts en links het koor omlijst met piramiden van orgelpijpen. Johannes Klais bouwde het voor de Wereldtentoonstelling van 1935 in Brussel, waar hij door een internationale jury onder vier deelnemers werd geprimeerd. Het orgel werd aangekocht op last van bisschop Coppieters. Het telt 90 registers. Het orgel is hiermee het grootste van de hele Benelux.
De organist-titularis was Edward De Geest die 15 januari 2020 opgevolgd werd door Nicolas De Troyer.
| I Rugpositief C–c4 |      |
| Principaal         | 8´   |
| Holpijp            | 8´   |
| Wilgenpijp         | 8´   |
| Oktaaf             | 4´   |
| Koppelfluit        | 4´   |
| Nasaard            | 2/3´ |
| Zwegel             | 2´   |
| Stemmeken          | 1´   |
| Tertiaan II        |      |
| Cimbelstem IV      |      |
| Regaal             | 8´   |
| Regaalkan          | 4´   |

| II Hoofdwerk C–c4 |      |
| Prestant          | 16´  |
| Gedekt            | 16´  |
| Prestant          | 8´   |
| Roerföuit         | 8´   |
| Kwintadeen        | 8´   |
| Oktaaf            | 4´   |
| Fluit             | 4´   |
| Gemshoorn         | 4´   |
| Kwint             | 2/3´ |
| Oktaafken         | 2´   |
| Spitsfluit        | 2´   |
| Kornet V          |      |
| Ruispijp IV       |      |
| Vulwerk IV-VI     |      |
| Bazuin            | 16´  |
| Trompet           | 8´   |
| Kromhoorn-regaal  | 8´   |
| Klaroen           | 4´   |

| Voetwerk C–g1    |        |
| Bromstem         | 32´    |
| Principaalbas    | 16´    |
| Open bas         | 16´    |
| Brompijp         | 16´    |
| Zachtbas         | 16´    |
| Kwintbas         | 102/3´ |
| Oktaafbas        | 8´     |
| Gedektbas        | 8´     |
| Roerfluit        | 8´     |
| Hoge octaaf      | 4´     |
| Kleine fluit     | 4´     |
| Veldfluit        | 4´     |
| Groot vulwerk IV |        |
| Bazuinbas        | 32´    |
| Bazuin           | 16´    |
| Trompetbas       | 8´     |
| Zink             | 4´     |
| Zingend kornet   | 2´     |

| I Hoofdwerk C–c4  |       |
| Kwintadeen        | 16´   |
| Principaal        | 8´    |
| Salicionaal       | 8´    |
| Houten fluit      | 8´    |
| Oktaaf            | 4´    |
| Blokfluit         | 4´    |
| Oktaafken         | 2´    |
| Terts             | 13/5´ |
| Kleine kwint      | 1/3´  |
| Vulwerk IV        |       |
| Cimbelstem II-III |       |
| Kromhoorn         | 8´    |
| Koptrompet        | 4´    |

| II Nevenwerk C–c4 |     |
| Zachtgedekt       | 16´ |
| Vioolprincipaal   | 8´  |
| Kwintadeen        | 8´  |
| Oktaaf            | 4´  |
| Dwarsfluit        | 4´  |
| Echokornet III-V  |     |
| Cimbelken III     |     |
| Dulciaan          | 16´ |
| Trompet           | 8´  |

| III Bovenwerk C–c4 |    |
| Zweving            | 8´ |
| Spitsgamba         | 8´ |
| Nachthoorn gedekt  | 8´ |
| Zingend Principaal | 4´ |
| Zwitserse pijp     | 4´ |
| Woudfluit          | 2´ |
| Seskwialter II     |    |
| Scherp III-IV      |    |
| Hobo               | 8´ |
| Regaal             | 4´ |

| Voetwerk C–g1   |       |
| Gedekte fluit   | 16´   |
| Echobas         | 16´   |
| Fluitbas        | 8´    |
| Gedekt          | 8´    |
| Kwint           | 51/3´ |
| Oktaaf          | 4´    |
| Fluit           | 4´    |
| Veldfluit       | 2´    |
| Oktaafcimbel II |       |
| Pommer          | 16´   |
| Hoorn           | 8´    |

## Restauratie

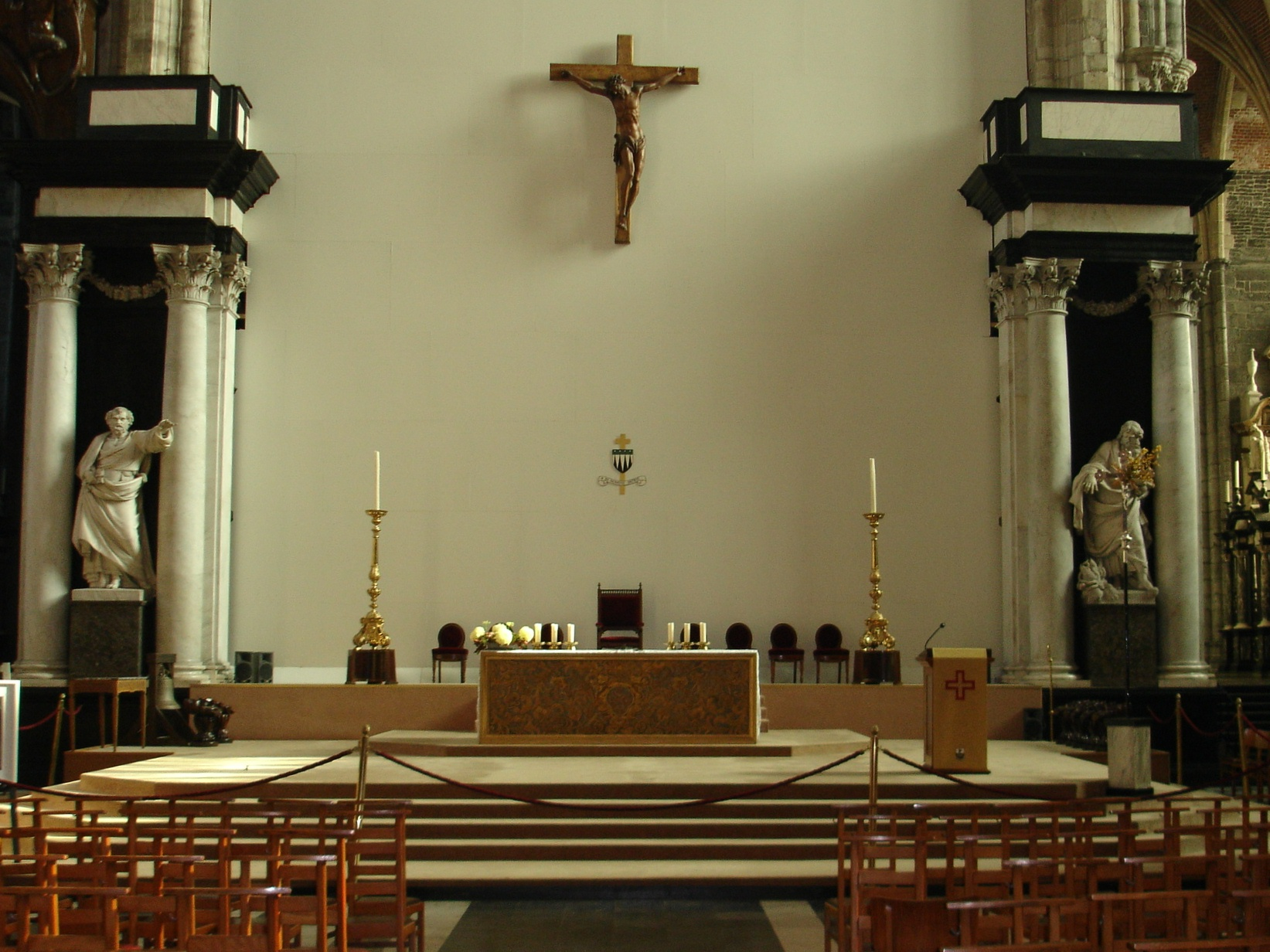
Altaar (tijdens de restauratie van het koor)

Een grootscheepse restauratie van het monument werd begonnen in de zomer van 2005. Die restauratie verliep in acht fases en nam ten minste 15 jaar in beslag. Dat alles kostte minimaal 25 miljoen euro. De restauratiecampagne was hoofdzakelijk bedoeld voor de instandhouding van de kathedraal.
In het voorjaar van 2013 startten de hoognodige restauratiewerken aan de toren van de kathedraal. Hiervoor ging de 90 meter hoge toren voor minstens vier jaar achter steigers verscholen.
De aannemer startte, in afwachting van de opbouw van de steigerconstructie, eind januari met het plaatsen van een witte schutting aan de noordzijde, maar moest die noodgedwongen weer afbreken op vraag van de stad. Eind februari 2013 werd dan, om de veiligheid van de restaurateurs te garanderen, de monumentverlichting uitgeschakeld en werden alle elektriciteitskabels verwijderd. De toren stond tegen het toeristisch hoogseizoen volledig in de steigers, waarna de eigenlijke restauratiewerken konden aanvangen.